# Wojciech Kopczuk
Wojciech Kopczuk (ur. 1972) – polski ekonomista, wykładowca uczelni amerykańskich.
Magister Uniwersytetu Warszawskiego (1996), magister (1998) i doktor (2001) Uniwersytetu w Michigan. Był wykładowcą University of British Columbia, obecnie pracuje na Columbia University.
Zajmuje się polityką podatkową, opublikował liczne prace z tego zakresu. Wspólnie z Joelem Slemrodem opublikował również pracę pt. Dying to Save Taxes: Evidence from Estate Tax Returns on the Death Elasticity, w której zwracano uwagę na fakt, że data śmierci rodzi konsekwencje podatkowe dla spadkobierców. Udokumentowano statystyczny efekt (oryg. ang. death elasticity), którego jednym z możliwych wyjaśnień mogłaby być umiejętność przesuwania daty (pojawiającej się na zeznaniu podatkowym) własnej śmierci, o ile spadkobiercy mogą dzięki temu osiągnąć korzyść finansową w postaci mniejszego podatku.
Wyniki badań w formie zwulgaryzowanej zyskały pewną popularność i przyniosły autorom nagrodę Ig Nobla w dziedzinie ekonomii za 2001 rok.